# Феликс (музыкант)
Фе́ликс (англ. Felix; род. 15 февраля 1973, Челмсфорд, Эссекс) — псевдоним британского диджея и продюсера Фрэнсиса Райта (англ. Francis Wright).
Феликс стал знаменит благодаря треку 1992 года Don’t You Want Me (с англ. — «Разве ты не хочешь меня»), в котором был использован семпл американской группы Jomanda «Don’t You Want My Love», и авторство которого было заявлено как «Феликс при участии Jomanda» (англ. Felix Featuring Jomanda) (сопродюсеры Ролло Армстронг из Faithless и Red Jerry).
Песня достигла первого места в танцевальном чарте Билборда и 6-е место в хит-параде синглов Великобритании «UK Singles Chart».
Семпл «Don’t You Want Me» был использован Меком в 2007 году для большой части музыки сингла «Feels Like Home». В 2008 году Мадонна использовала элементы версии песни, исполненной Меком, для обработки своей песни «Like a Prayer» для тура Sticky & Sweet Tour.